# Acronicta paradoxa
Acronicta paradoxa är en fjärilsart som beskrevs av Jean Baptiste Boisduval 1829. Acronicta paradoxa ingår i släktet Acronicta och familjen nattflyn. Inga underarter finns listade i Catalogue of Life.